# Universidade de Díli
Die Universidade de Díli (UNDIL, deutsch Universität Dili) ist eine Privatuniversität in der osttimoresischen Landeshauptstadt Dili. Sie befindet sich im Stadtteil Balide, an der Avenida Bispo Medeiros im Suco Mascarenhas. Daneben gibt es eine Parallelklasse in Baucau, der zweitgrößten Stadt des Landes. Die Universität wird aus der Dom Boaventura Foundation (BOAKRIL) finanziert.

## Geschichte
Die Universität, mit ihren sechs Fakultäten, wurde am 20. Mai 2002 gegründet. Sie ist die Umwandlung des Sekolah Tinggi Ilmu Economy STIE (portugiesisch instituto Superior Economia E Gestão ISEG), das 1998 gegründet und 1999 vervollständigt wurde. Seit 2013 ist sie durch die Agência Nacional para a Avaliação e Acreditação Académica (ANAAA) als Hochschule in Osttimor anerkannt.
2011 studierten 780 Studenten an der UNDIL. Zu diesem Zeitpunkt hatte die Universität insgesamt 1449 Studenten. Vier Prozent von ihnen besuchen die Parallelklasse in Baucau.

## Fakultäten
Die UNDIL hat sechs Fakultäten:
- Fakultät Wirtschaft
  - Abteilung Management
  - Abteilung Accounting
- Fakultät Recht
  - Abteilung Rechtswissenschaften
- Fakultät Politikwissenschaften
  - Abteilung Internationale Beziehungen
- Fakultät Gesundheitswesen
  - Abteilung Öffentliche Gesundheit
  - Abteilung Zahnmedizin
- Fakultät Lehrwissenschaften
  - Abteilung Englisch
- Fakultät Ingenieurswesen
  - Abteilung Industrielle Technik
  - Abteilung Erdöl

## Aktuelle und ehemalige Dozenten

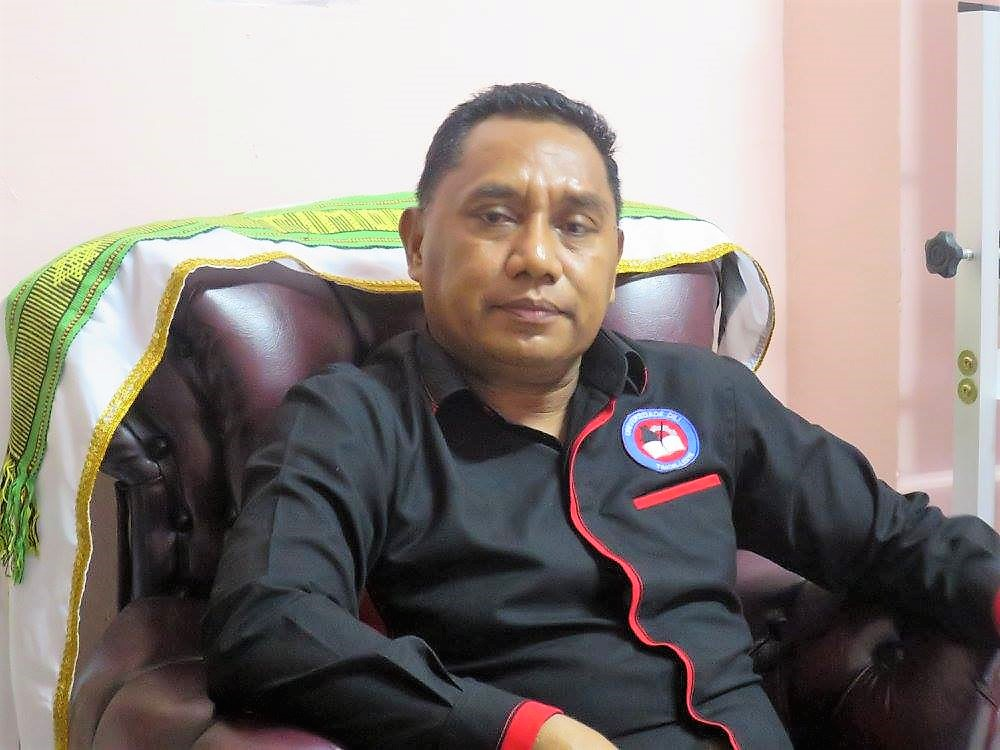
Estevão da Costa Belo (2017)

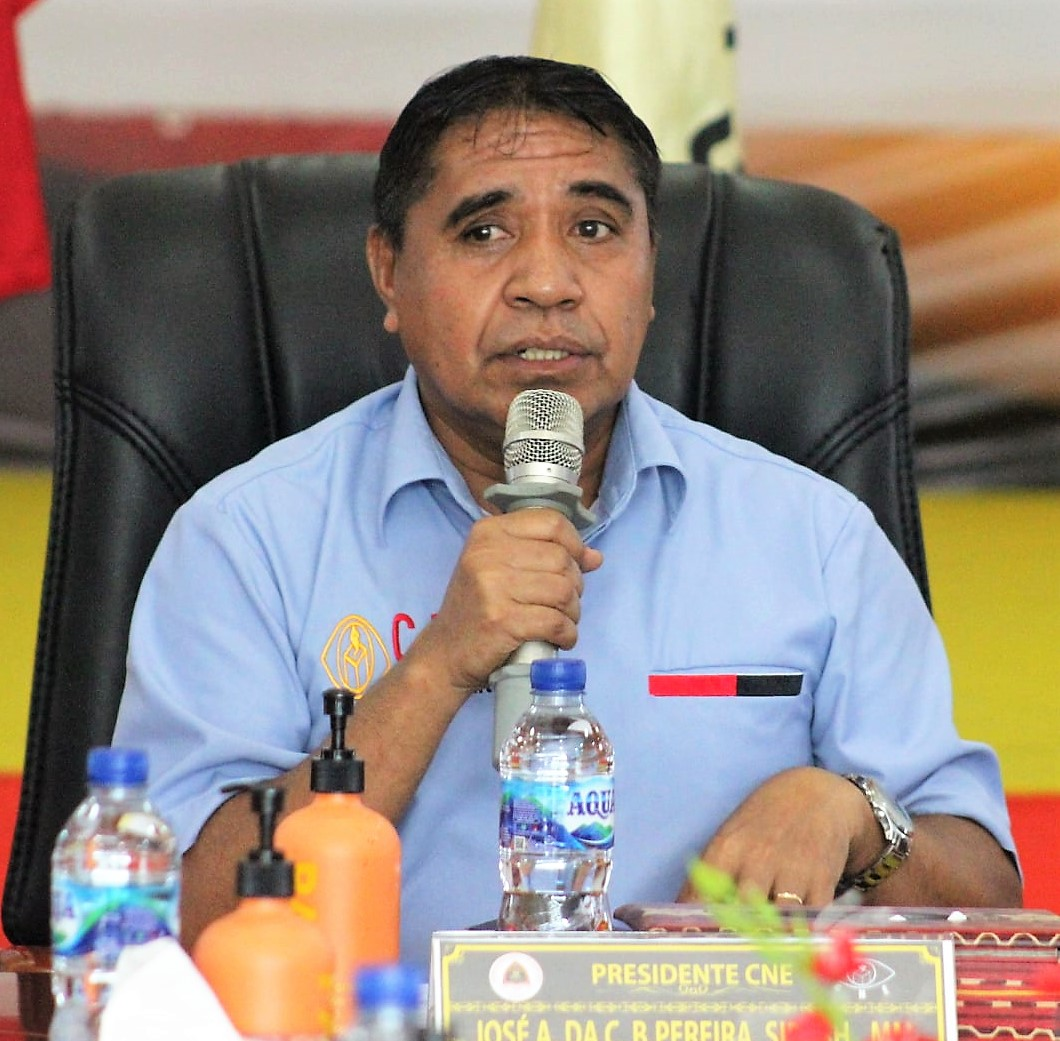
José Agostinho da Costa Belo (2022)

### Rektoren
- Arlindo Marçal, Rektor  (Stand: 2008)[6][7]
- António Cardoso Caldas Machado (* 1958), Rektor (Stand: 2012)[2][8]
- Estevão da Costa Belo, Rektor (Stand: April 2017), Fachbereich Management[9]
- José Agostinho da Costa Belo, Rektor (Stand: 2021)

### Weitere Dozenten
- Horácio de Almeida (* 1975), Dozent an der Rechtsfakultät (2002–2007)[10]
- André da Costa Belo (1957–2018), dritter Vize-Rektor, zuständig für studentische Angelegenheiten (2015–2018)
- José Edmundo Caetano, Dozent an der Rechtsfakultät[11]
- Manuel Azancot de Menezes, Prorektor in den Bereichen für Pädagogische Innovation, institutionelle Beurteilung und internationale Beziehungen (seit Juni 2015)[12]
- Dionísio Babo (* 1966), Dozent (2003–2004)[13]
- Júlio Tomás Pinto (* 1974), Dozent an der Fakultät für Sozial- und Geisteswissenschaften (Juli 2002–März 2004)
- Adérito António Pinto Tilman (* 1973), Dozent (bis 2011)[14]
- Sebastião Dias Ximenes, Dozent an der Rechtsfakultät[10]